# Hiệp Hòa, Quảng Ninh
Hiệp Hòa là một phường thuộc tỉnh Quảng Ninh, Việt Nam.

## Địa lý
Xã Hiệp Hòa có diện tích 9,73 km², dân số năm 1999 là 8.904 người, mật độ dân số đạt 915 người/km².

## Hành chính
Xã Hiệp Hòa được chia thành 16 thôn.

## Lịch sử
Sau năm 1975, Hiệp Hòa là một xã thuộc huyện Yên Hưng.
Ngày 25 tháng 11 năm 2011, Chính phủ ban hành Nghị quyết số 100/NQ-CP thành lập thị xã Quảng Yên và xã Hiệp Hòa trực thuộc thị xã Quảng Yên.